# Mazama nana

Le Daguet nain, Daguet nain du Brésil ou Mazame nain (Mazama nana) est un Mammifère de la famille des Cervidés. Il ne faut pas le confondre avec un autre animal du même genre (Mazama chunyi) qui est souvent appelé Daguet nain.

## Description
Espèce
Statut de conservation UICN

 VU  : Vulnérable
Mazama nana a été décrit par Reinhold Friedrich Hensel sous le nom de Cervus Rufinus,. C'est un petit Cervidé dont la longueur du corps est de 90 à 100 cm, la hauteur de 45 à 50 cm et qui pèse de 10 à 20 kg.

## Répartition
Son aire de répartition est en Amérique du Sud, plus précisément quelques poches résiduelles du Sud du Brésil, de l’extrême Nord Est de l'Argentine et de l'Est du Paraguay.